# Körösdombró
Körösdombró (régebben Dombegyház, románul Dumbrava) falu Romániában, a Partiumban, Arad megyében.

## Fekvése
Nagyhalmágytól nyugatra, a Fehér-Körös bal partja közelében, Rosztócs és Bugyfalva közt fekvő település.

## Története
A falu nevét 1553-ban említette először oklevél Dombeghaz alakban. 1760–1762 között Dumbrava, 1808-ban Dorndorf, 1913-ban Körösdombró néven írták.
1910-ben 368 görögkeleti ortodox román lakosa volt.
A trianoni békeszerződés előtt Arad vármegye Nagyhalmágyi járásához tartozott.
A 2002-es népszámlálás szerint 97 lakosa közül mindenki román nemzetiségű.